# Euphorbia caducifolia
Euphorbia caducifolia es una especie fanerógama perteneciente a la familia Euphorbiaceae. Es endémica de India y Pakistán. 

## Descripción
Es una planta con tallo columnar suculento con espinos y hojas  carnosas. Muy similar a Euphorbia nivulia, pero que difieren principalmente en ser un arbusto que forma matorrales densos de hasta 3 m de altura y 10 m de ancho,  las estípulas son espinosas de 0,5-1 cm de largo.

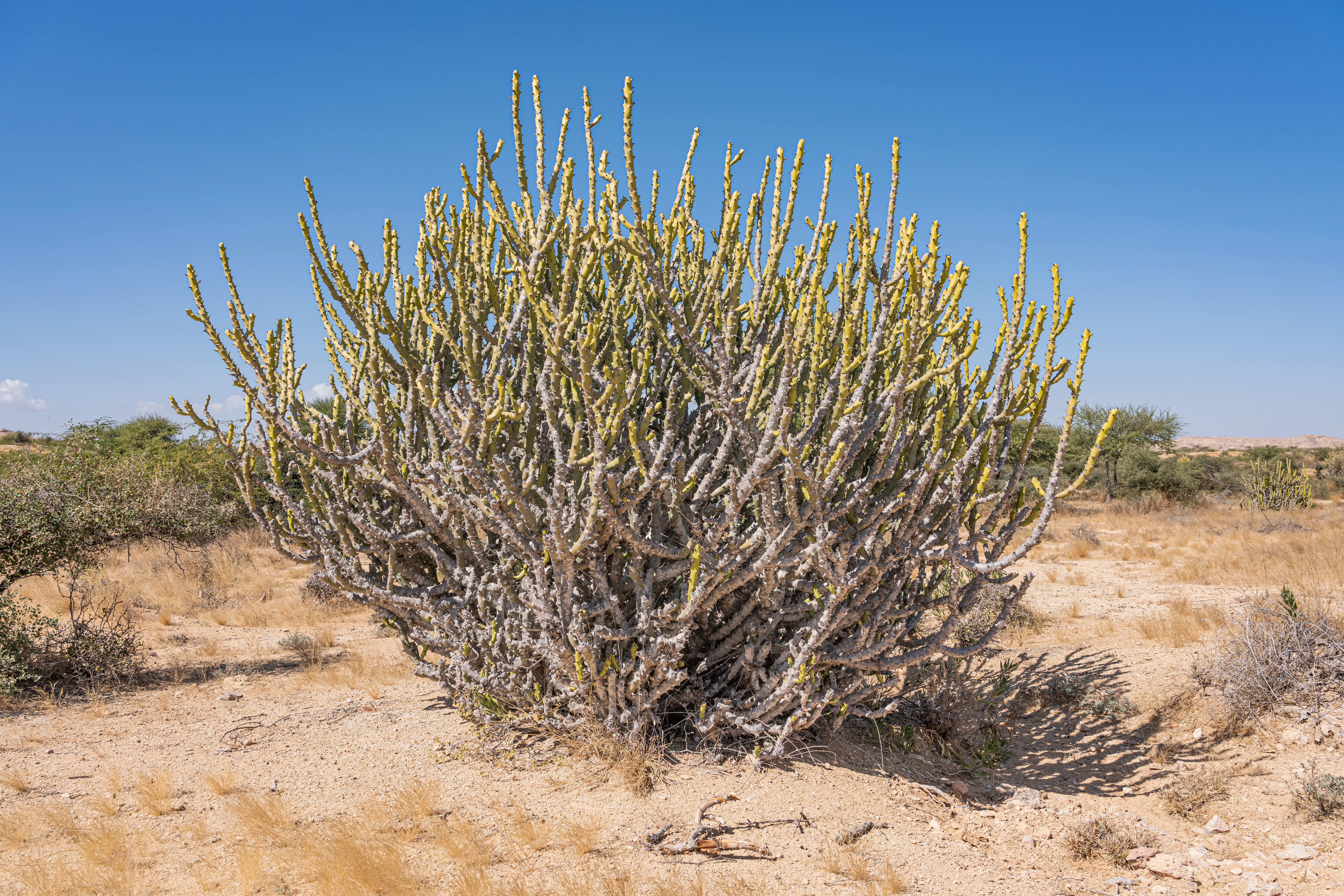
Euphorbia caducifolia en el Parque nacional de Kirthar, Sind, Pakistán.

## Hábitat
Se encuentra en un terreno pedregoso en las llanuras costeras y las colinas, desde del nivel del mar hasta los 2600/ 800 metros.

## Taxonomía
Euphorbia caducifolia fue descrita por Henry Haselfoot Haines y publicado en Indian Forester 40: 154. 1914.
Etimología
Euphorbia: nombre genérico que deriva del médico griego del rey Juba II de Mauritania (52 a 50 a. C. - 23), Euphorbus, en su honor – o en alusión a su gran vientre –  ya que usaba médicamente Euphorbia resinifera. En 1753 Carlos Linneo asignó el nombre a todo el género.
caducifolia: epíteto latino que significa "con hojas caducas".
Sinonimia
- Euphorbia cactus var. tortirama Rauh & Lavranos[6]